# Jena Malone
Jena Malone, född 21 november 1984 i Sparks i Nevada, är en amerikansk skådespelare, musiker och fotograf.

## Filmografi (i urval)
- 1996 – Horungen
- 1997 – Kontakt
- 1998 – Vid din sida
- 2001 – Donnie Darko
- 2001 – Livsverket
- 2003 – Hitler - Ondskans natur
- 2005 – Stolthet & fördom
- 2006 – Container (film)
- 2007 – Into the wild
- 2009 – The Messenger
- 2011 – Sucker Punch
- 2013 – The Hunger Games: Catching Fire
- 2014 – The Hunger Games: Mockingjay – Part 1
- 2014 – Inherent Vice
- 2015 – The Hunger Games: Mockingjay - Part 2
- 2016 – The Neon Demon
- 2020 – Antebellum
- 2024 – Love Lies Bleeding